# Exo-SC
EXO-SC là nhóm nhỏ chính thức thứ hai của nhóm nhạc nam Hàn - Trung EXO, gồm hai thành viên Chanyeol và Sehun, được SM Entertainment thành lập và quản lí. EXO-SC ra mắt vào tháng 7 năm 2019 với mini-album đầu tay What a Life.

## Lịch sử

### 2019–nay: Ra mắt và1 Billion Views
Chanyeol và Sehun lần đầu tiên phối hợp cùng nhau trong chuyến lưu diễn thứ tư của EXO, Exo Planet 4 - The EℓyXiOn, khi họ biểu diễn bài hát song ca "We Young" ở Seoul và Macau vào tháng 7 và tháng 8 năm 2018. Bài hát sau đó được phát hành thông qua dự án âm nhạc SM Station X 0 của SM Entertainment vào ngày 14 tháng 9 năm 2018.
Tháng 6 năm 2019, SM Entertainment công bố Chanyeol và Sehun sẽ ra mắt với tư cách là nhóm nhỏ thứ hai và bộ đôi đầu tiên của EXO với tên gọi EXO-SC vào tháng 7. Nhóm phát hành mini-album đầu tay What a Life vào ngày 22 tháng 7, 2019 với 6 bài hát gồm 3 bài hát chủ đề là "What a Life", "Just Us 2" (với điệp khúc được thể hiện bởi nghệ sĩ hip-hop Gaeko) và "Closer To You". Mặc dù các bài hát không được quảng bá trên các chuơng trình âm nhạc hàng tuần vì trùng lịch concert thứ 5 của EXO, EXplOration; nhưng "What a Life" đã đạt được những thành tích vô cùng ấn tượng. EXO-SC đã được cúp chuơng trình âm nhạc đầu tiên trên chuơng trình Music Bank của đài KBS vào ngày 2 tháng 8, 2019; chỉ 11 ngày sau khi ra mắt.
Ngày 13 tháng 7 năm 2020, EXO-SC phát hành album phòng thu đầu tay 1 Billion Views. Album lọt vào bảng xếp hạng Gaon Album Chart ở vị trí thứ nhất, và là album đầu tiên của nhóm lọt vào top 10 trên bảng xếp hạng Oricon Albums Chart.

## Danh sách đĩa nhạc

### Album phòng thu
| Tên             | Chi tiết                                                                                         | Thứ hạng cao nhất | Thứ hạng cao nhất | Thứ hạng cao nhất | Thứ hạng cao nhất | Thứ hạng cao nhất | Doanh số                                | Chứng nhận |
| Tên             | Chi tiết                                                                                         | HQ                | NB                | NB Hot            | BL                | Anh Dig.          | Doanh số                                | Chứng nhận |
| --------------- | ------------------------------------------------------------------------------------------------ | ----------------- | ----------------- | ----------------- | ----------------- | ----------------- | --------------------------------------- | ---------- |
| 1 Billion Views | - Ngày phát hành: 13 tháng 7 năm 2020 - Hãng đĩa: SM, Dreamus - Định dạng: CD, tải về, streaming | 1                 | 10                | 16                | 22                | 65                | - HQ: 526.868 - TQ: 133.457 - NB: 5.824 | TBA        |

### Mini-album
| Tên         | Chi tiết                                                                                         | Thứ hạng cao nhất | Thứ hạng cao nhất | Thứ hạng cao nhất | Thứ hạng cao nhất | Thứ hạng cao nhất | Thứ hạng cao nhất | Thứ hạng cao nhất | Thứ hạng cao nhất | Thứ hạng cao nhất | Doanh số                                            | Chứng nhận       |
| Tên         | Chi tiết                                                                                         | HQ                | Pháp Dig.         | NB                | NB Hot            | BL                | Anh Dig.          | Mỹ Heat           | Mỹ Indie          | Mỹ World          | Doanh số                                            | Chứng nhận       |
| ----------- | ------------------------------------------------------------------------------------------------ | ----------------- | ----------------- | ----------------- | ----------------- | ----------------- | ----------------- | ----------------- | ----------------- | ----------------- | --------------------------------------------------- | ---------------- |
| What a Life | - Ngày phát hành: 21 tháng 7 năm 2019 - Hãng đĩa: SM, Dreamus - Định dạng: CD, tải về, streaming | 1                 | 29                | 19                | 26                | 43                | 78                | 10                | 32                | 8                 | - HQ: 414.735 - TQ: 175.598 - NB: 5,436 - Mỹ: 1.000 | - KMCA: Bạch kim |

### Đĩa đơn
| Tên                                               | Năm  | Thứ hạng cao nhất | Thứ hạng cao nhất | Album           |
| Tên                                               | Năm  | HQ Gaon           | HQ Hot 100        | Album           |
| ------------------------------------------------- | ---- | ----------------- | ----------------- | --------------- |
| "What a Life"                                     | 2019 | 83                | 1                 | What a Life     |
| "Just Us 2" (있어 희미하게) (hợp tác với Gaeko)   | 2019 | 107               | 3                 | What a Life     |
| "Closer to You" (부르면 돼)                       | 2019 | 120               | —                 | What a Life     |
| "Telephone" (hợp tác với 10cm)                    | 2020 | —                 | —                 | 1 Billion Views |
| "1 Billion Views" (10억뷰) (hợp tác với MOON)     | 2020 | –                 | —                 | 1 Billion Views |
| "—" cho biết bài hát không lọt vào bảng xếp hạng. |      |                   |                   |                 |

### Bài hát lọt vào bảng xếp hạng khác
| Tên                           | Năm  | Thứ hạng cao nhất | Album       |
| Tên                           | Năm  | HQ Gaon           | Album       |
| ----------------------------- | ---- | ----------------- | ----------- |
| "Borderline" (선)             | 2019 | 189               | What a Life |
| "Roller Coaster" (롤러코스터) | 2019 | 195               | What a Life |

## Chương trình truyền hình
| Chương trình           | Năm  | Kênh    | Vai trò          | Ghi chú                                                             |
| ---------------------- | ---- | ------- | ---------------- | ------------------------------------------------------------------- |
| My Little Television   | 2019 | MBC     | Khách mời        | Quảng bá unit EXO-SC                                                |
| Showcase comeback      | 2020 | V Live  | Nhân vật chính   | Countdown với fan chờ giờ ra MV 1 Billion Views                     |
| After Mom Falls Asleep | 2020 | YouTube | Khách mời thứ 67 | Quảng bá 1 Billion Views của EXO-SC(kênh 피키픽처스 Piki Pictures ) |

## Giải thưởng và đề cử
| Năm  | Giải thưởng                   | Hạng mục                                 | Được đề cử  | Kết quả   |
| ---- | ----------------------------- | ---------------------------------------- | ----------- | --------- |
| 2020 | Golden Disc Awards lần thứ 34 | Disc Bonsang                             | What a Life | Đoạt giải |
| 2020 | Golden Disc Awards lần thứ 34 | Disc Daesang                             | What a Life | Đề cử     |
| 2020 | Seoul Music Awards lần thứ 29 | Popularity Award                         | EXO-SC      | Đề cử     |
| 2020 | Seoul Music Awards lần thứ 29 | Hallyu Special Award                     | EXO-SC      | Đề cử     |
| 2020 | Seoul Music Awards lần thứ 29 | Bonsang Award                            | EXO-SC      | Đề cử     |
| 2020 | Seoul Music Awards lần thứ 29 | QQ Music Most Popular K-Pop Artist Award | EXO-SC      | Đề cử     |

## Chương trình âm nhạc

### Music Bank
| Năm  | Ngày       | Bài hát           | Điểm |
| ---- | ---------- | ----------------- | ---- |
| 2019 | 2 tháng 8  | "What a life"     | 7164 |
| 2020 | 24 tháng 7 | "1 Billion Views" | 6431 |

### K-POP Super Concert
| Năm  | Ngày       | Địa điểm                              | Bài hát           |
| ---- | ---------- | ------------------------------------- | ----------------- |
| 2020 | 11 tháng 1 | Sân vận động Quốc gia Mỹ Đình, Hà Nội | "What a Life"     |
| 2020 | 11 tháng 1 | Sân vận động Quốc gia Mỹ Đình, Hà Nội | “Closer to you”   |
| 2020 | 11 tháng 1 | Sân vận động Quốc gia Mỹ Đình, Hà Nội | "Borderline" (선) |
| 2020 | 11 tháng 1 | Sân vận động Quốc gia Mỹ Đình, Hà Nội | “We young”        |

### Dream Concert
| Năm  | Ngày       | Bài hát         | Ghi chú           |
| ---- | ---------- | --------------- | ----------------- |
| 2020 | 25 tháng 7 | 1 Billion Views | Trình diễn Online |